# لب داخلي

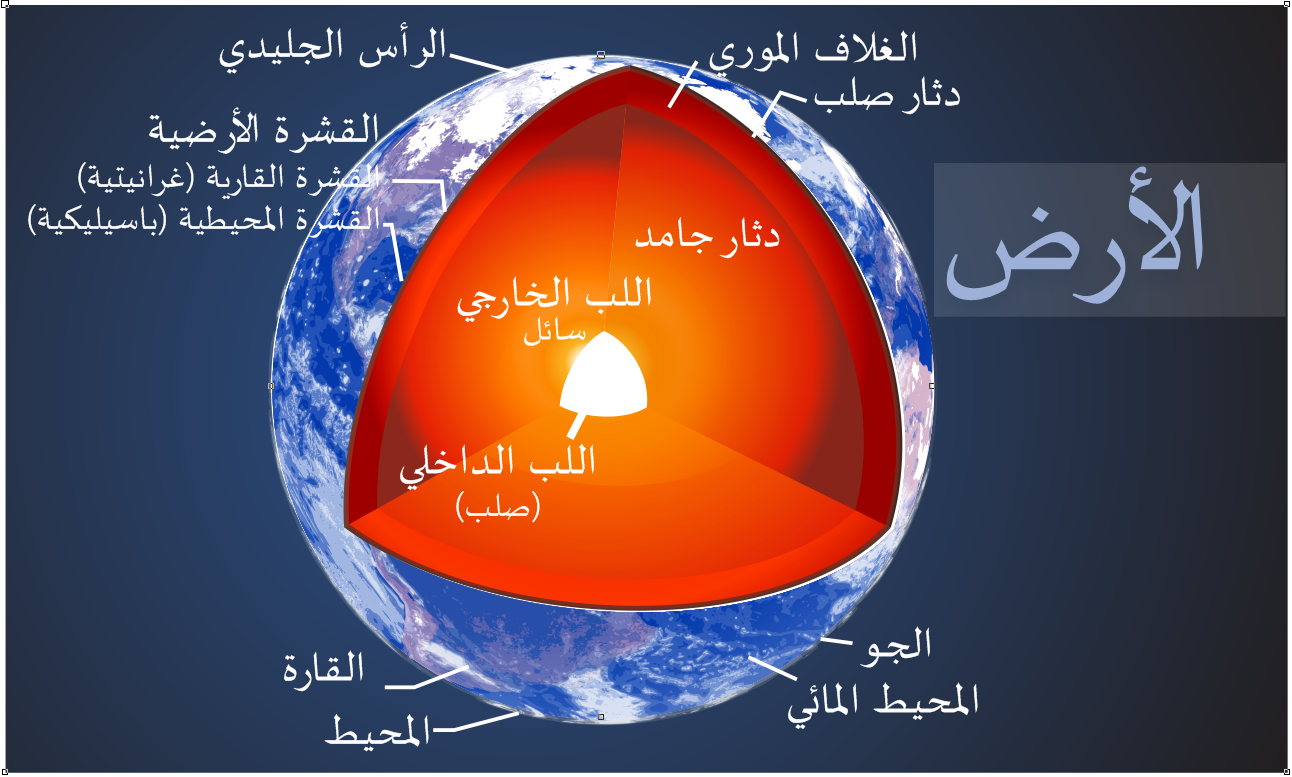
بنية كوكب الأرض

اللب الداخلي (أو النواة الداخلية) للكرة الأرضية هو أعمق طبقة من طبقات الأرض، ويمكن الإشارة إليها على أنها لب الأرض، وهي طبقة صلبة وتشير دراسات علم الزلازل على أنها صلبة ذات شكل كروي لها نصف قطر يصل إلى 1220 كيلومتر (حوالي 70% من نصف قطر القمر).
يقوم بعض الفيزيائيون بتقدير أن لب الأرض الداخلي ليس صلباً إنما عبارة بلازما لها صفات المادة الصلبة. تتكون طبقة اللب الداخلي للأرض بشكل رئيسي من الحديد والنيكل، ويقدر أن درجة الحرارة فيها مقاربة لدرجة الحرارة على سطح الشمس، وهي حوالي 5700 كلفن (5400 °س).

## اقرأ أيضاً
- لب خارجي
- بنية الأرض